# Радехов
Раде́хов (укр. Раде́хів) — город в Шептицком районе Львовской области Украины. Административный центр Радеховской городской общины.

## История
Первое письменное упоминание о Радехове датировано 1474 годом. Город возник на территории Белзского княжества, которое появилось в 1170 году и входило ранее в состав Галицко-Волынского княжества.
В начале XVIII века Радехов переходит во владение графа Мира. В Радехове был построен большой дворец, который стал центром магнатской латифундии. Во второй половине XIX века латифундия перешла к семье графа Бадене, который женился на дочери Мира. Бадене считался седьмым из десяти самых богатых магнатов региона и был наместником императора в Галичине. Он перестроил и расширил дворец, насадил парк, построил оранжерею и приказал огородить свои владения трехметровой каменной стеной. В то время в Радехове действовали небольшие промышленные и торговые фирмы.
В 1910 году в Радехове было закончено строительство железной дороги Львов-Стоянов, которую финансировал Бадене. По статистическим данным в 1880 году в Радехове проживало 3555 жителей. 129 человек служили при общественном дворе. В конце XIX в. в начале XX века в Радехове существовал ряд общественных организаций, в частности общество «Сельский хозяин», «Братство трезвости». В течение 16 лет действовало «Денежное общество друзей школьной детворы», целью которого была материальная помощь бедным детям независимо от их национальности и вероисповедания.
В мае 1897 года здесь была открыта читальня общества «Просвита».
В первый день Великой Отечественной войны был оккупирован немецко-фашистскими войсками. Освобождён 16 июля 1944 года войсками 1-го Украинского фронта в ходе Львовско-Сандомирской операции:
- 13-я армия — 121-я гвардейская стрелковая дивизия (генерал-майор Червоний Логвин Данилович) 27-го стрелкового корпуса (генерал-майор Черокманов Филипп Михайлович); 39-я гвардейская пушечная артиллерийская бригада (подполковник Цесарь Александр Григорьевич).

Войскам, участвовашим в прорыве обороны противника на львовском направлении, в ходе которого были освобождены Радехов и другие города, приказом ВГК от 18 июля 1944 г. объявлена благодарность и в Москве дан салют 20-ю артиллерийскими залпами из 224 орудий.
В январе 1989 года численность населения составляла 8663 человек, здесь действовали ремонтно-механический завод, завод стройматериалов и маслодельный завод.
В мае 1995 года Кабинет министров Украины утвердил решение о приватизации находившихся в городе ПМК № 188 и АТП-14629, в июле 1995 года было утверждено решение о приватизации маслозавода.
В мае 2000 года было возбуждено дело о банкротстве маслозавода.

## Население
По данным переписи 2001 года, украинцы составляли 98,94 % населения Радехова.
На 2025 год численность населения города составляла 9750 человек.

### Языковой состав
Родной язык населения по данным переписи 2001 года:
| Язык       | Численность, чел. | Доля     |
| ---------- | ----------------- | -------- |
| Украинский | 9 116             | 99,29 %  |
| Другое     | 65                | 0,71 %   |
| Итого      | 9 181             | 100,00 % |

Украинский язык является основным и единственным официальным языком города.

## Транспорт
- железнодорожная станция[1] Львовской железной дороги.

## Памятники
- Памятник Тарасу Шевченко (2008)
- Статуя Ангела с мечом, берегущего мир и покой города.

## Галерея

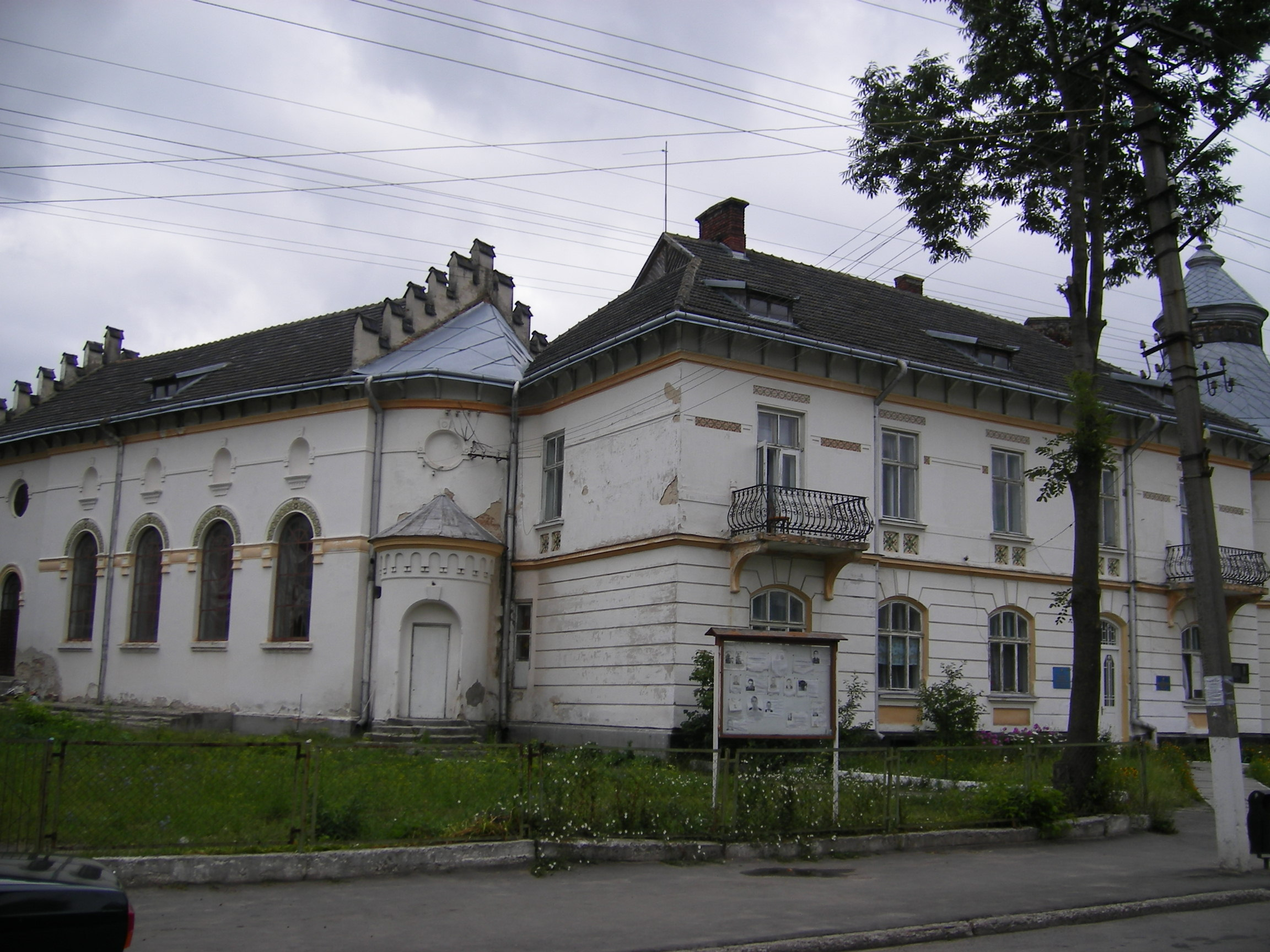
Народный дом
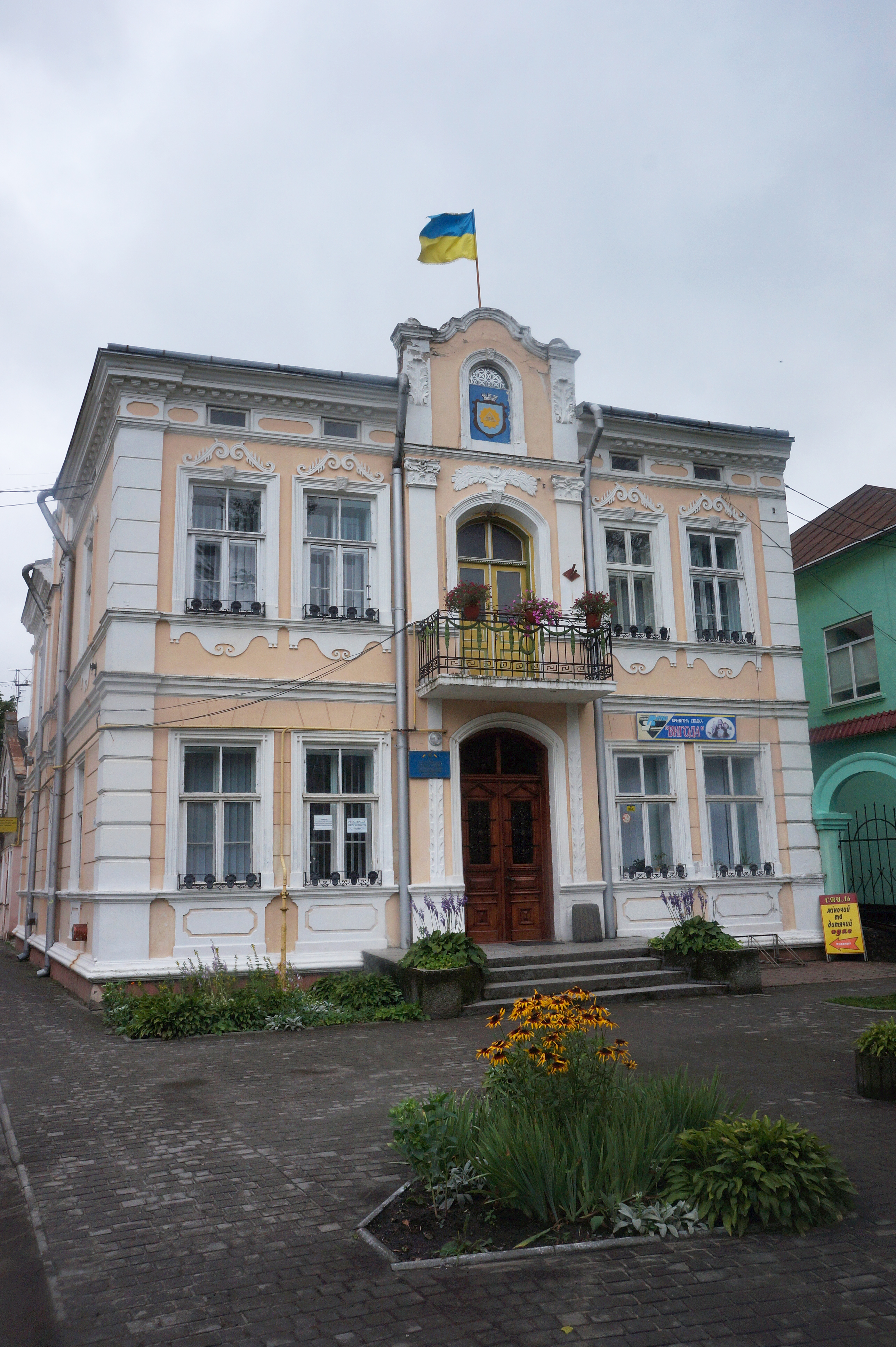
Радехов, ул. Франко

## Известные уроженцы и жители
- Бадени, Станислав Марцин (1850—1912) — австро-венгерский политик и государственный деятель, маршал Галицкого краевого сейма.
- Микитин, Теодор Дмитриевич (1913—1995) — украинский писатель.
- Середа, Ярослав Иванович (1900—1983) — украинский советский учёный в области нефтепереработки, геолог-нефтяник, член-корреспондент АН УССР (1951).